# Boson

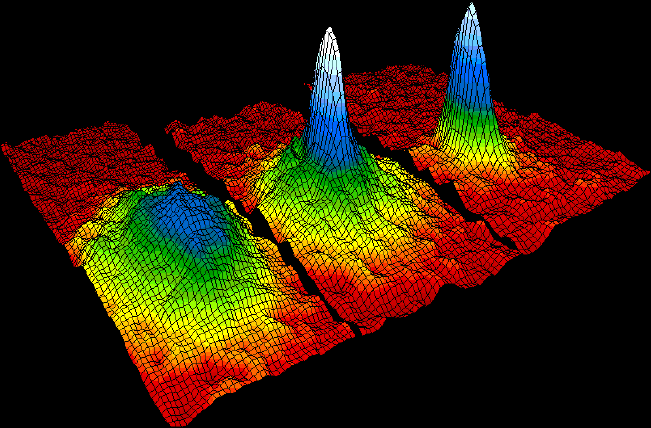
Trạng thái đông đặc Bose-Einstein của các boson, trong trường hợp này là các nguyên tử rubidi. Hình vẽ là phân bố tốc độ của chuyển động của các nguyên tử, theo vị trí. Màu đỏ chỉ nguyên tử di chuyển chậm, màu xanh và trắng chỉ nguyên tử di chuyển nhanh. Trái: trước khi có đông đặc Bose-Einstein. Giữa: ngay sau khi đông đặc. Phải: trạng thái đông đặc mạnh hơn. Ở trạng thái đông đặc, rất nhiều nguyên tử có cùng vận tốc và vị trí (cùng trạng thái lượng tử) nằm ở đỉnh màu trắng.

Boson (tiếng Việt đọc là: Bô dông), đặt tên theo nhà vật lý người Ấn Độ Satyendra Nath Bose, là một trong hai loại hạt cơ bản trong tự nhiên (loại hạt kia là fermion). Chúng là loại hạt duy nhất tuân theo thống kê Bose-Einstein, nghĩa là chúng có thể nằm cùng một trạng thái lượng tử (không tuân thủ nguyên lý Pauli). Theo lý thuyết thống kê spin, chúng có spin lấy giá trị nguyên.
Các tính chất nêu trên của boson hoàn toàn đối lập với fermion (có spin bán nguyên, tuân thủ nguyên lý Pauli).
Theo mô hình chuẩn, một lý thuyết gauge, lực giữa các fermion được mô hình hóa bằng cách tạo ra các boson, có tác dụng như các thành phần trung gian. Hệ Lagrange của mỗi tập hợp hạt boson trung gian không thay đổi dưới một dạng biến đối gọi là biến đổi gauge, vì thế các boson này còn được gọi là gauge boson. Gauge boson là các hạt cơ bản mang tương tác cơ bản. Chúng là W boson của lực hạt nhân yếu, gluon của lực hạt nhân mạnh, photon của lực điện từ, và graviton của lực hấp dẫn.
Biến đổi gauge của các gauge boson có thể được miêu tả bởi một nhóm unita, gọi là nhóm gauge. Nhóm gauge của tương tác mạnh là SU(3), nhóm gauge của tương tác yếu là SU(2)xU(1). Vì vậy, mô hình chuẩn thường được gọi là SU(3)xSU(2)xU(1). Higg boson là boson duy nhất không thuộc gauge boson, các tính chất của boson này vẫn còn được bàn cãi.
Mọi hạt trong tự nhiên đều hoặc là boson hoặc là fermion. Các hạt tạo nên từ các hạt cơ bản hơn (như proton hay hạt nhân nguyên tử) cũng thuộc một trong hai nhóm boson và fermion, phụ thuộc vào tổng spin của chúng.
Các tính chất boson của photon giải thích bức xạ vật đen và hoạt động của laser. Tính chất boson của heli-4 giải thích khả năng tồn tại ở trạng thái siêu lỏng. Những boson cũng có thể nằm ở trạng thái đông đặc Bose-Einstein, một trạng thái vật chất đặc biệt ở đó mọi hạt đều ở cùng một trạng thái lượng tử.
Đông đặc Bose-Einstein chỉ xảy ra tại nhiệt độ rất thấp. Ở nhiệt độ thường, boson và fermion đều ứng xử rất giống nhau, giống hạt cổ điển tuân thủ gần đúng thống kê Maxwell-Boltzmann. Lý do là vì cả thống kê Bose-Einstein và thống kê Fermi-Dirac (thống kê hạt fermion) đều tiệm cận đến thống kê Maxwell-Boltzmann ở nhiệt độ phòng.
Các boson trong mô hình chuẩn là:
- Photon, hạt trung gian trong tương tác điện từ.
- W và Z boson, hạt trung gian trong lực hạt nhân yếu.
- 8 gluon, hạt truyền trung gian trong lực hạt nhân mạnh. 6 trong số các gluon được đánh dấu bằng các cặp "màu" và "đối màu" (ví dụ như một hạt gluon mang màu "đỏ" và "đối đỏ"), 2 gluon còn lại là cặp màu được "pha trộn" phức tạp hơn.
- Higgs boson, hạt gây ra bất đối xứng trong các nhóm gauge, và cũng là loại hạt tạo ra khối lượng quán tính.

Graviton là boson được cho là hạt truyền tương tác của tương tác hấp dẫn, nhưng không được nhắc đến trong mô hình chuẩn.
Các ví dụ boson khác:
- Hạt nhân với spin nguyên
- Nguyên tử Heli-4
- Nguyên tử Natri-23
- phonon